# Elegantometallyra
Elegantometallyra is een kevergeslacht uit de familie van de boktorren (Cerambycidae). De wetenschappelijke naam van het geslacht werd voor het eerst geldig gepubliceerd in 2005 door Adlbauer.

## Soorten
Elegantometallyra is monotypisch en omvat slechts de volgende soort:
- Elegantometallyra juheli Adlbauer, 2004